# ジョン・トラー (初代ノーベリー伯爵)

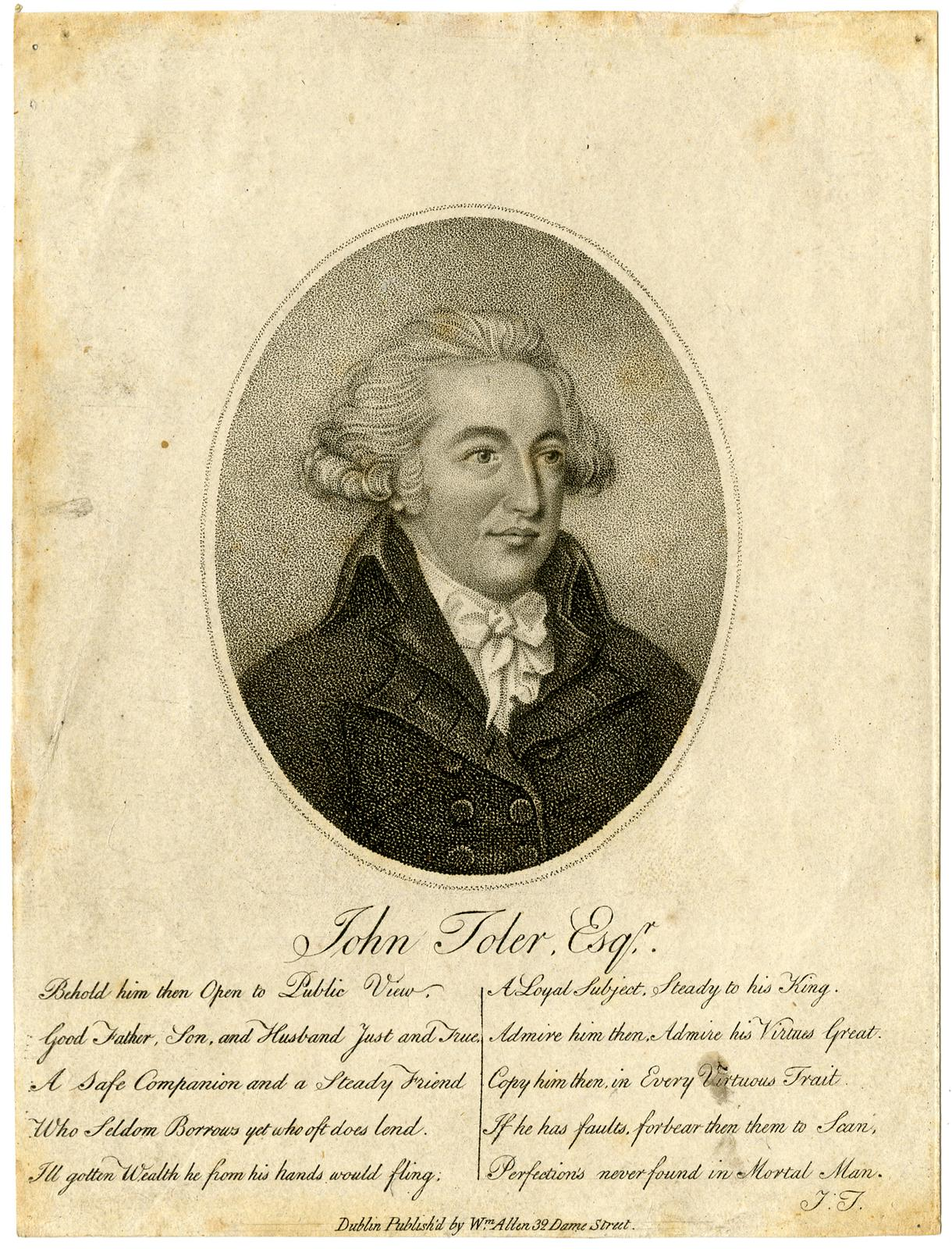
ジョン・トラー、1786年から1790年ごろ。

初代ノーベリー伯爵ジョン・トラー（英語: John Toler, 1st Earl of Norbury PC (Ire) KC、1741年?/1745年12月3日 – 1831年7月27日）は、アイルランド王国出身の裁判官、政治家、貴族。アイルランド庶民院議員（在任：1776年 – 1800年）、アイルランド法務次官（在任：1789年 – 1798年）、アイルランド法務長官（在任：1798年 – 1800年）、アイルランド民訴裁判所主席裁判官（在任：1800年 – 1827年）を歴任した。

## 生涯

### 生い立ち
ダニエル・トラーと2人目の妻レティシア（Letitia、旧姓オトウェイ（Otway）、1794年2月17日没、トマス・オトウェイの娘）の次男として生まれた。『完全貴族要覧』第2版、『オックスフォード英国人名事典』などは出生日を1745年12月3日とし、『アイルランド人名事典』は「1741年?」としている。トラー家はノーフォーク出身の家系で、清教徒革命期にアイルランドに移住した。
1756年12月2日にダブリン大学トリニティ・カレッジに入学、1761年にB.A.の、1766年にM.A.の学位を修得した。このほか、1761年にリンカーン法曹院に入学、1770年にアイルランドでの弁護士資格免許を取得した。

### 平議員から昇進
1776年アイルランド総選挙でトラリー選挙区から出馬して当選、以降1783年にフィリップスタウン選挙区、1790年にゴリー選挙区に鞍替えして再選、1797年の総選挙でもゴリーで再選した。初当選とともに政府支持を表明、1778年にルーク・ガーディナーのカトリック解放法案に反対票を投じ、1780年にヘンリー・グラタンのアイルランド議会の立法権に対する決議案にも反対票を投じたため、1781年に褒賞として勅選弁護士に任命された。1783年11月にはヘンリー・フラッドによる選挙法改正案にも反対票を投じ、1789年にジョン・スコット（John Scott）のReview of the Irish house of commons, 1789で「私利を図る役人で、裁判官になることを求める弁護士であり、政治では常に政府という指針に従っている」と形容された。同1789年8月12日にアイルランド法務次官に任命され、1790年2月20日にもグラタンが提出した、爵位と官職の販売を禁じる法案に反対した。
1790年5月の総選挙で再選した後、ウェストモーランド伯爵のアイルランド総督在任期（1789年 – 1794年）を通して政府を支持したが、次の総督フィッツウィリアム伯爵（在任：1794年 – 1795年）は自由主義政策を採用し、トラーの解任を画策した。解任は首相小ピットに阻止されたものの、トラーはこの仕打ちに憤慨し、フィッツウィリアム伯爵が召還され野党に回った後、カムデン伯爵の総督在任期（1795年 – 1798年）には政府を全面的に支持してフィッツウィリアム伯爵に復讐した。たとえば、1795年5月にカトリック解放法案が権利の章典、国王の戴冠宣誓、アイルランドとグレートブリテンの盟約に反するとして、否決すべきと主張した。
政府支持への褒賞として、妻グレースが1797年11月24日にアイルランド貴族であるティペラリー県におけるノッカルトンのノーウッド女男爵に叙された。この爵位は一般的なイギリス貴族と同じく、グレースの男系男子のみ継承できる。さらに1798年7月10日にアーサー・ウルフ（アイルランド首席裁判官に昇進）の後任としてアイルランド法務長官に昇進、同年8月2日にアイルランド枢密院の枢密顧問官に任命された。法務長官への任命とともに行われた出直し選挙で再選している。
1798年アイルランド反乱の事後処理をめぐり、反乱の首謀者への起訴で検事を担当した。しかしシアーズ兄弟の裁判で審議が15時間続いたのち、弁護士のジョン・フィルポット・カランによる休廷動議に反対するなど人の苦痛を何とも思わない行動は政府による厳罰を主張した人物からも嫌悪された。以降も1799年に人身保護法停止や戒厳令宣告の権限をアイルランド総督に与える法案を提出、1800年に合同法に賛成するなど政府を支持し続けた結果、1800年12月20日にアイルランド民訴裁判所主席裁判官に昇進、27日にアイルランド貴族であるティペラリー県におけるバリークレノードのノーベリー男爵に叙された。

### 主席裁判官として
主席裁判官としては1803年アイルランド反乱の首謀者ロバート・エメットの裁判を担当した。この裁判では死刑が判決の翌日に執行され、その異例の速さが論争を呼んだが、『アイルランド人名事典』によれば処刑延期に反対したのはアイルランド法務長官のスタンディッシュ・オグレイディだった。
ノーベリー在任中、アイルランドの裁判が詳しく報じられることは珍しく、日々の裁判の状況を知ることは難しい。しかし同時代の人物からノーベリー男爵への評価は低く、1825年にはダニエル・オコンネルがノーベリーの解任を求めて、議会に請願を出した。この請願によれば、ノーベリー男爵は殺人事件の裁判中に眠ってしまい、のちにアイルランド総督が裁判中にノーベリーがとったノートの提出を求められたときも応じられなかったという。内務大臣ロバート・ピールは調査を約束したが、請願はそのまま放置され、ノーベリー男爵が辞任を求められたのは1827年にジョージ・カニングが首相に就任した後のこととなった。

### 晩年
主席裁判官の退任とともに1827年6月23日にアイルランド貴族であるキングス・カウンティにおけるグランダインのグランダイン子爵、ノーベリー伯爵に叙された。グランダイン子爵位とノーベリー伯爵位はノーベリー男爵位と違い、トラーの次男ヘクター・ジョンおよびその男系男子への特別残余権（special remainder）が規定されていた。1800年合同法の施行以降、新しいアイルランド貴族爵位の創設には3つのアイルランド貴族爵位の廃絶が必要であり、ノーベリー伯爵位がノーベリー男爵と特別残余権の規定が異なったため新しい爵位の創設として扱われた。したがって、ノーベリー伯爵位の創設はニューコメン子爵、ウィットワース伯爵、カールトン子爵位の廃絶を根拠とした。叙爵と同時に3,046ポンドの年金を与えられた。
1831年7月27日にダブリン近郊のカブラで死去、ノーベリー男爵位は長男ダニエルが、ノーベリー伯爵位は次男ヘクター・ジョンが継承した。

## 人物
目が灰色で背がやや低く、年を取るにつれて肥満体になっていった。陽気な表情も合わせ、威厳も厳粛さもないとされた。乗馬と歌が得意で記憶力もよく、ウィリアム・シェイクスピアとジョン・ミルトンの著作の多くを覚えているという。地主としての評価はよかった。
裁判官としての評価は著しく低かった。アイルランド大法官の初代クレア伯爵ジョン・フィッツギボンはノーベリーのアイルランド民訴裁判所主席裁判官就任に際して、「主教か大主教にでも任命するがいい。主席裁判官だけは任ずるな」と酷評している。ダニエル・オコンネルとも対立し、裁判でオコンネルに対する皮肉を言ったこともあった。『英国人名事典』と『アイルランド人名事典』も法律知識の乏しさ、著しい不公平さ、冷酷さ、おどけた態度により主席裁判官として不適切と評し、死刑判決がありうる裁判でも不謹慎にジョークを飛ばしたという。
生涯にわたって不謹慎なジョークで知られ、1792年にジェームズ・ナッパー・タンディーがユナイテッド・アイリッシュメンの秘書に選出されたとき、その容貌を揶揄して「もっと上手く（set a better face on the matter）できなかったのか」と述べた。死去直前にもユーモアが失われておらず、隣に住むアーン伯爵が重病にかかり、死期が近いと悟っていると聞くと従者を呼びつけ、アーン伯爵に「私たち2人は同着（dead-heat）になりそうだ」と伝えるよう命じたという。
50ポンドと引き金が敏感なピストル一丁でのし上がったと自負したという。

## 家族

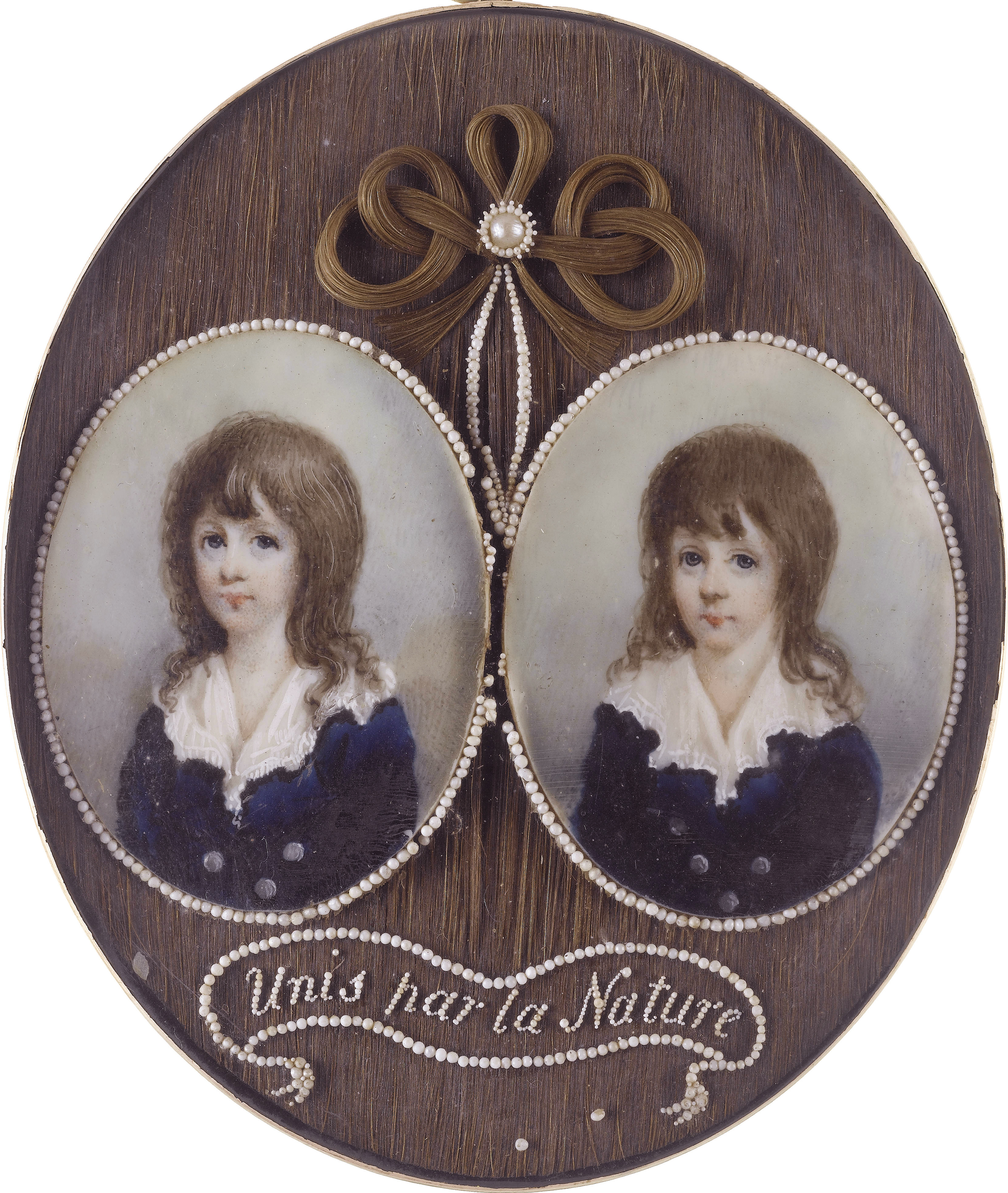
息子ダニエルとヘクター・ジョン、ホレス・ホーン画。

1778年6月2日、グレース・グラハム（1758年ごろ – 1822年7月21日、ヘクター・グラハムの娘）と結婚、2男2女をもうけた。
- ダニエル（1780年ごろ – 1832年1月30日） - 第2代ノーベリー男爵[1]
- ヘクター・ジョン（1781年6月27日 – 1839年1月1日） - 第2代ノーベリー伯爵、第3代ノーベリー男爵[1]
- イザベラ[2]
- レティシア - 1813年3月8日、ウィリアム・ブラウン（William Browne）と結婚[2]

1822年にグレースが死去すると、長男ダニエルがノーベリー男爵位（第1期）を継承したが、ダニエルは精神疾患にかかっていた。